# Battaglia di Casaglia
La battaglia di Casaglia fu combattuta il 12 aprile 1815 durante la guerra austro-napoletana tra le forze austriache comandate da Johann Friedrich von Mohr e Johann Frimont e quelle del Regno di Napoli guidate dal suo re, Gioacchino Murat. La battaglia avvenne al villaggio di Casaglia, ad una decina di chilometri da Ferrara, e terminò con la sua riconquista da parte degli austriaci.

## La battaglia
Dopo la battaglia di Occhiobello (8 e 9 aprile), dove era stato sconfitto, Gioacchino Murat formò una linea difensiva presso il Po occupando il villaggio di Casaglia, strategicamente essenziale per mantenere l'assedio, in essere dal 7 aprile, di Ferrara, città-chiave per il sistema difensivo degli austriaci. L'assedio fu mantenuto nonostante una prima offensiva di Johann Frimont.
Il 12 aprile iniziò la battaglia vera e propria: una colonna austriaca attaccò il grosso delle truppe napoletane che, dopo diverse ore di schermaglie, si ritirò secondo gli ordini di Murat. I superstiti napoletani ripiegarono quindi ordinatamente verso Bologna.
La città di Mirandola fu presa dagli austriaci il giorno dopo, togliendo la possibilità a Murat di ritirarsi dietro la sua linea difensiva e costringendolo quindi a togliere definitivamente l'assedio di Ferrara.